# Urspringermühle
Urspringermühle in der Gemarkung Steiningloh ist eine Einöde und ein Gemeindeteil der Stadt Hirschau im Landkreis Amberg-Sulzbach in der Oberpfalz in Bayern.

## Kultur und Sehenswürdigkeiten
Siehe auch: Liste der Baudenkmäler in Hirschau#Urspringermühle
Das einzige Haus, eine alte Mühle, hat ein Krüppelwalmdach, wurde im 18./19. Jahrhundert erbaut, hat jedoch einen älteren Kern und steht unter Denkmalschutz.

## Freiwillige Feuerwehr Steiningloh-Urspring
Nach einem Brand auf einem Bauernhof in Steiningloh im Juni 1904 war man sich in den Orten Steiningloh, Urspring, Urspringermühle und Schwärzermühle einig, dass man eine eigene Feuerwehr benötigt. Nachdem am 4. August 1904 auf einer Gemeindeversammlung einstimmig der Beschluss zur Gründung der Freiwilligen Feuerwehr gefasst wurde, verpflichteten sich sofort 32 Männer zum Beitritt. Bereits am 7. August wurde die erste Vorstandschaft gewählt.